# Zkreslení
Zkreslení signálu (anglicky distortion nebo warping) je změna tvaru signálu při jeho přenosu či transformaci, ať se jedná o zvukový, obrazový či jiný signál. Zkreslení je obvykle nežádoucí, a usilujeme o jeho minimalizaci, ale v některých případech může být zkreslení žádoucí, příkladem jsou kytarové efekty.
Vliv šumu, rušení jinými signály např. síťovým brumem se za zkreslení nepovažuje, i když vliv kvantizačního zkreslení se někdy považuje za šum. Veličina, která bere v úvahu šum i zkreslení signálu je poměr Signal-to-noise-and-distortion (SINAD).

## Elektrické signály

Graf průběhu signálu a různých zkreslení

V telekomunikacích a zpracování signálu, lze systém bez šumu charakterizovat přenosovou funkcí s jejíž pomocí lze výstupní signál {\displaystyle y(t)} vyjádřit jako funkci vstupního signálu {\displaystyle x}:
{\displaystyle y(t)=F(x(t))}
Pokud přenosová funkce zahrnuje pouze zisk A a zpoždění signálu T
{\displaystyle y(t)=A\cdot x(t-T)}
pak výstupní signál není zkreslený. O zkreslení mluvíme, pokud přenosová funkce F je složitější než uvedená výše. Pokud je F lineární funkce, např. v případě frekvenčního filtru, jehož zisk a zpoždění závisí na frekvenci, mluvíme o lineárním zkreslení. Lineární zkreslení nemění tvar sinusoidy, ale obvykle mění tvar složitějšího signálu.
Diagram ukazuje chování signálu (tvořeného obdélníkovou vlnou následovanou sinusová vlna) při ovlivnění různými druhy zkreslení.